# La Pedrera, Sinaloa
La Pedrera är en ort i Mexiko.   Den ligger i kommunen Culiacán och delstaten Sinaloa, i den västra delen av landet, 1 000 km nordväst om huvudstaden Mexico City. La Pedrera ligger 55 meter över havet och antalet invånare är 218.
Terrängen runt La Pedrera är platt åt sydväst, men åt nordost är den kuperad. Runt La Pedrera är det ganska tätbefolkat, med 155 invånare per kvadratkilometer. Närmaste större samhälle är Culiacán, 11,0 km norr om La Pedrera. Trakten runt La Pedrera består till största delen av jordbruksmark.